# الزمن في الفيزياء
يتم تعريف الزمن في الفيزياء بقياسه: الزمن هو ما يقرأ الساعة. في الفيزياء الكلاسيكية
غير النسبية، تكون الكمية العددية، مثل الطول والكتلة والشحنة، عادة ما توصف بأنها كمية أساسية. يمكن الجمع بين الزمن رياضيًا مع الكميات المادية الأخرى لاشتقاق مفاهيم أخرى مثل الحركة والطاقة الحركية والمجالات التي تعتمد على الوقت. إن ضبط الوقت هو مجموعة معقدة من القضايا التكنولوجية والعلمية، وجزء من أساس حفظ السجلات.

## علامات الزمن
قبل وجود الساعات، تم قياس الوقت بتلك العمليات الفيزيائية  والتي كانت مفهومة لكل عصر من الحضارات:

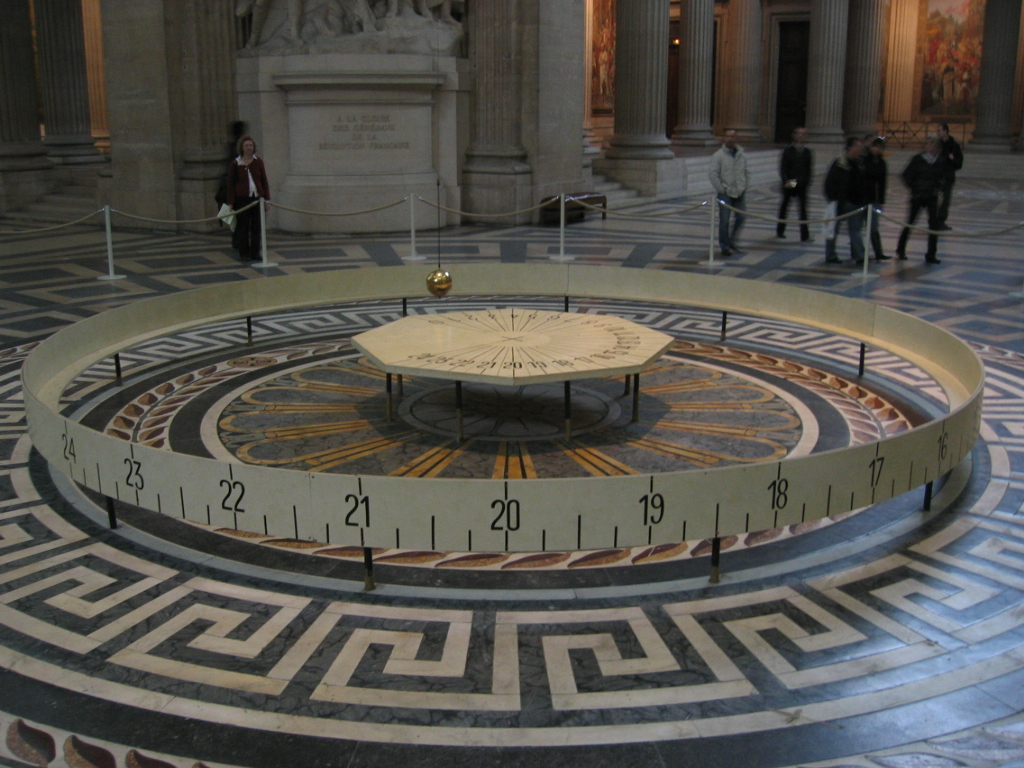
البندول فوكو في البانثيون في باريس يمكنة قياس الوقت وكذلك إثبات دوران الأرض.

- الظهور الأول (انظر: شروق نجمي) من سيريوس لتمييز فيضان النيل كل عام[3]
- التعاقب الدوري ليلا ونهارا، على ما يبدو إلى الأبد [4]
- الموقف في الأفق من أول ظهور للشمس عند الفجر [5]
- موقف الشمس في السماء [6]
- وسم لحظة الظهيرة خلال النهار [7]
- طول الظل الذي يلقيه العقرب [8]

في النهاية،  أصبح من الممكن وصف مرور الوقت بالأجهزة، باستخدام تعريفات تشغيلية. في الوقت نفسه، تطور مفهومنا للوقت، كما هو موضح أدناه.

## وحدة قياس الزمن: الثانية
في النظام الدولي للوحدات (SI)، وحدة الوقت هي الثانية (الرمز:s أو ث). وهي وحدة قاعدية SI، وهي تُعرف حاليًا بأنها «مدة 970 631 731 فترة للإشعاع تقابل الانتقال بين مستويين مفرطين في الحالة الأرضية لسيزيوم 133 ذرة». يستند هذا التعريف إلى تشغيل ساعة ذرية سيزيوم.

### حالة من الفن في ضبط الوقت
الطابع الزمني توقيت عالمي منسق المستخدم في جميع أنحاء العالم هو معيار زمني ذري. الدقة النسبية لمثل هذا المعيار الزمني هي حاليًا في حدود 10-15 (أي ما يعادل ثانية واحدة في حوالي 30 مليون سنة). تدعى أصغر خطوة زمنية تعتبر قابلة للرصد، وقت بلانك، الذي يبلغ حوالي 5.391 × 10−44 ثانية - العديد من الطلبات من حيث الحجم دون دقة معايير الوقت الحالي.
المتطلبات الأساسية
- قياس (فيزياء)
- كتابة علمية
- وحدات طبيعية

## مفاهيم الزمن

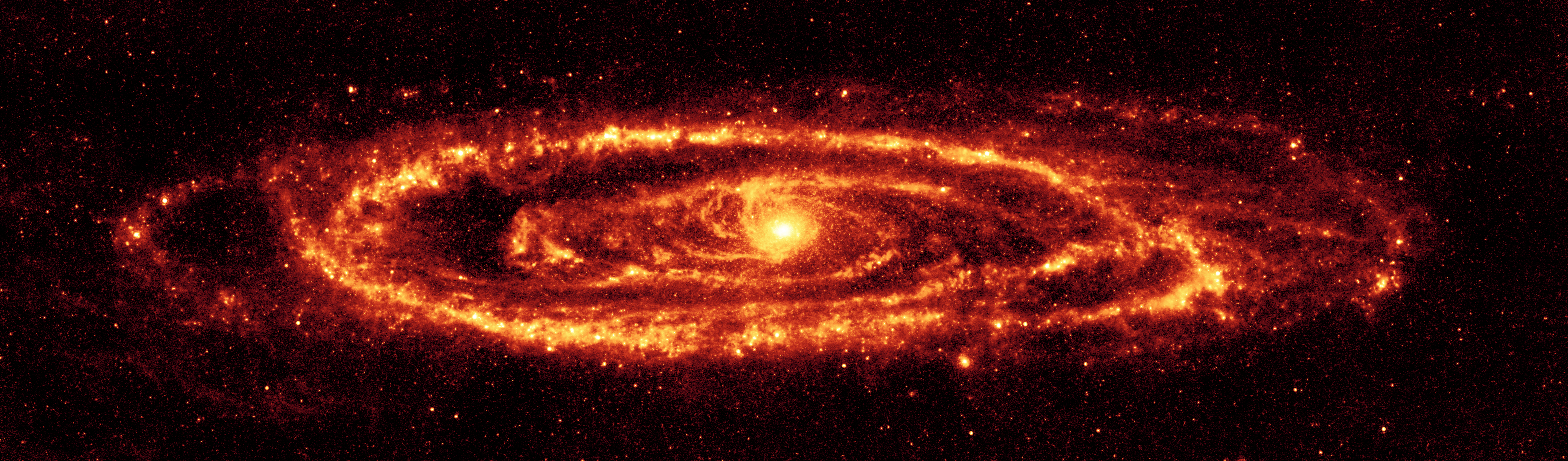
مجرة أندروميدا (M31) تبعد مليوني سنة ضوئية. وهكذا فإننا نلاحظ ضوء M31 منذ مليوني سنة، في وقت قبل وجود البشر على الأرض.

اعتقد كل من غاليليو ونيوتن ومعظم الناس حتى القرن العشرين أن الوقت كان متشابهًا للجميع في كل مكان. هذا هو أساس الجداول الزمنية، حيث يكون الوقت معلمة. يستند مفهومنا الحديث للوقت على نظرية النسبية لأينشتاين، حيث تعمل معدلات الوقت بشكل مختلف اعتمادًا على الحركة النسبية، ويتم دمج المكان والزمان في الزمكان حيث نعيش على خط عالمي بدلاً من جدول زمني. في هذا الوقت هو عرض تنسيق. وفقًا للنموذج الكوسمولوجي السائد في نظرية الانفجار الكبير، بدأت نفسها كجزء من الكون بأكمله منذ حوالي 13.8 مليار سنة.

## الاطراد في الطبيعة
من أجل قياس الوقت، يمكن للمرء أن يسجل عدد الحوادث (الأحداث) لبعض الظواهر الدورية. وقد لوحظت التكرارات المنتظمة للمواسم وحركات الشمس والقمر والنجوم وجدولتها لآلاف السنين قبل صياغة قوانين الفيزياء. كانت الشمس هي الحَكَم لتدفق الوقت، لكن الوقت لم يكن معروفًا إلا لساعة لآلاف السنين، ومن هنا كان استخدام العرق معروفًا في معظم أنحاء العالم، وخاصة الأوراسيا، وعلى الأقل جنوبًا مثل أدغال جنوب شرق آسيا.
على وجه الخصوص، أصبحت المراصد الفلكية التي تمت المحافظة عليها لأغراض دينية دقيقة بما يكفي للتأكد من الحركات المنتظمة للنجوم، وحتى بعض الكواكب.
في البداية، كان يتم ضبط الوقت يدويًا من قبل الكهنة، ثم من أجل التجارة، مع الحراس أن يلاحظوا الوقت كجزء من واجباتهم. أصبحت جدولة الاعتدالات، والرمل، والساعة المائية أكثر دقة، وأخيراً موثوقة. بالنسبة للسفن في البحر، كان الأولاد يستخدمون في تحويل الرمل والدعوة لساعات.

### الساعات الميكانيكية
ريتشارد من والينجفورد(1292 - 1336)، رئيس الدير من سانت ألبان، مشهور ببناء ساعة ميكانيكية كمدير فلكي حوالي عام 1330.
بحلول الوقت الذي كان فيه ريتشارد من والينجفورد، سمح استخدام السقاطات والجرعات لمدن أوروبا بإنشاء آليات لعرض الوقت على مدار الساعة في المدينة؛ بحلول وقت الثورة العلمية، أصبحت الساعات مصغرًا بما يكفي لمشاركة العائلات ساعة شخصية، أو ربما ساعة جيب. في البداية، كان الملوك وحدهم قادرين على تحمل تكلفتها. تم استخدام ساعات البندول على نطاق واسع في القرنين الثامن عشر والتاسع عشر. تم استبدالها إلى حد كبير في الاستخدام العام من قبل ساعات الكوارتز والساعات الرقمية. يمكن أن تبقى الساعات الذرية من الناحية النظرية دقيقة لملايين السنين. فهي مناسبة للمعايير والاستخدام العلمي.

## غاليليو: تدفق الوقت
في عام 1583، اكتشف غاليليو غاليلي (1564-1642) أن الحركة التوافقية للبندول لها فترة ثابتة، والتي تعلمها من خلال توقيت حركة مصباح تمايل في حركة متناسقة في الكتلة في كاتدرائية بيزا، بنبضه.
في عالمه الجديد (1638)، استخدم جاليليو ساعة مائية لقياس الوقت الذي يستغرقه كرة برونزية لتدوير مسافة معروفة أسفل الطائرة المائلة. هذه الساعة كانت:
«وعاء كبير من الماء يوضع في موضع مرتفع؛ إلى أسفل هذا الوعاء تم لحام أنبوب قطره صغير يعطي نفاثة رقيقة من الماء، والتي جمعناها في كوب صغير خلال وقت كل نزلة، سواء للكتلة بأكملها طول القناة أو لجزء من طولها؛ تم وزن الماء الذي تم جمعه بهذه الطريقة، بعد كل نزلة، على توازن دقيق للغاية؛ أعطتنا الاختلافات ونسب هذه الأوزان الاختلافات ونسب الزمن، وهذا مع دقة أنه على الرغم من تكرار العملية عدة مرات، لم يكن هناك أي تناقض ملموس في النتائج.»
إعداد غاليليو التجريبي لقياس التدفق الحرفي للوقت، من أجل وصف حركة الكرة، سبق بيان إسحاق نيوتن في كتابة مبادئة:
أنا لا أعرف الوقت والفضاء والمكان والحركة، لأنها معروفة للجميع. 
يفترض تحويل جاليليو أنّ الوقت هو نفسه لكل إطار مرجعي.

## فيزياء نيوتن: الزمن الخطي
تقريبًا في عام 1665 أو حوالي عام 1665، عندما استمد إسحاق نيوتن (1643-1727) حركة الأجسام التي تسقط تحت أثر الجاذبية، بدأت أول صياغة واضحة للفيزياء الرياضية في علاج الزمن: الزمن الخطي، الذي تم اعتباره ساعة عالمية.
الزمن المطلق، والصحيح، والرياضي، من نفسه، ومن طبيعته يتدفق بشكل متساو دون النظر إلى أي شيء خارجي، واسم آخر يسمى المدة: النسبية، الظاهرة، والوقت المشترك، هو بعض المعقول والخارجي (سواء كانت دقيقة أو غير قابلة للتطبيق) قياس المدة بوسائل الحركة، والتي تستخدم عادة بدلاً من الوقت الحقيقي؛ مثل ساعة، يوم، شهر، سنة.
تم تصميم آلية الساعة المائية التي وصفها غاليليو لتوفير التدفق الصفحي للماء خلال التجارب، وبالتالي توفير تدفق مستمر للمياه لفترات من التجارب، وتجسيد ما قام يتسميه نيوتن المدة.
في هذا القسم، تعالج العلاقات المدرجة أدناه الوقت كمعلمة تعمل كمؤشر لسلوك النظام المادي قيد النظر. لأن فصول نيوتن تتعامل مع تدفق الزمن الخطي (ما يسميه الوقت الرياضي)، يمكن اعتبار الوقت معلمًا متغيرًا خطيًا، وهو تجريد لمسيرة الساعات على وجه الساعة. ويمكن بعد ذلك تقابل التقاويم وسجلات السفينة بمسيرة الساعات والأيام والشهور والسنوات والقرون.

## الديناميكا الحرارية ومفارقة اللاعكس
بحلول عام 1798، اكتشف بنيامين طومسون (1753-1814) أن العمل يمكن أن يتحول إلى حرارة دون حدود - سلعة لحفظ الطاقة أو
- حفظ الطاقة (فيزياء)

في عام 1824 قام سعدي كارنو (1796-1832) بتحليل محركات البخار بدورة كارنو الخاصة به، وهي محرك تجريدي. أشار رودولف كلاوسيوس (1822-1888) إلى وجود مقياس للاضطراب، أو الإنتروبيا، والذي يؤثر على كمية الطاقة المتناقصة باستمرار والمتوفرة لمحرك كارنو في:
- إنتروبيا

وبالتالي، فإن المسيرة المستمرة لنظام ديناميكي حراري، من أقل إلى إنتروبيا أكبر، في أي درجة حرارة معينة، تحدد سهم الزمن. على وجه الخصوص، يحدد ستيفن هوكينج ثلاثة أسهم من الوقت:
- السهم النفسي للوقت - إدراكنا لتدفق لا يرحم.
- السهم الديناميكي الحراري للوقت - يتميز بنمو إنتروبيا.
- السهم الكوني للوقت - يتميز بتوسع الكون.

الإنتروبيا هي الحد الأقصى في نظام حراري معزول، ويزيد. في المقابل، أشار إرفين شرودنغر (1887-1961) إلى أن الحياة تعتمد على «التدفق الانتروبي السلبي». وذكر إيليا بريغوجين (1917-2003) أن أنظمة ديناميكا حرارية أخرى، مثلها مثل الحياة، بعيدة كل البعد عن التوازن، يمكنها أيضًا أن تظهر هياكل مكانية زمانية ثابتة. بعد فترة وجيزة، تم الإبلاغ عن ردود فعل تفاعل بيلؤوسوف-جابوتينسكي ، والتي تظهر ألوانًا متذبذبة في محلول كيميائي. تصل هذه الفروع الديناميكية الحرارية غير الحرجة إلى نظرية التشعب، وهي غير مستقرة، ويصبح فرع ديناميكي حراري آخر ثابتًا في مكانه.]

### الكهرومغناطيسية وسرعة الضوء
في عام 1864، قدم جيمس كلارك ماكسويل (1831-1879) نظرية مشتركة بين الكهرباء والمغناطيسية. وجمع بين جميع القوانين التي كانت معروفة آنذاك والمتعلقة بهذين الظاهرة في أربع معادلات. تُعرف معادلات حساب التفاضل والتكامل التي تستخدم المشغل ({\displaystyle \nabla } \nabla) بمعادلات ماكسويل للكهرومغناطيسية.
في المساحة الحرة (أي مساحة لا تحتوي على شحنات كهربائية)، تأخذ المعادلات الشكل (باستخدام وحدات SI):
هذه المعادلات تسمح بالحلول على شكل موجات كهرومغناطيسية. تتكون الموجة من حقل كهربائي ومجال مغناطيسي يتأرجح معًا، متعامدين مع بعضها البعض واتجاه الانتشار. تنتشر هذه الموجات دائمًا بسرعة الضوء c، بغض النظر عن سرعة الشحنة الكهربائية التي تولدها.
حقيقة أن الضوء يتوقع أن يسافر دائمًا عند السرعة c لن يكون متوافقًا مع النسبية الجليلانية إذا كان من المفترض أن تحتفظ معادلات ماكسويل بأي إطار بالقصور الذاتي (إطار مرجعي بسرعة ثابتة)، لأن تحولات الجليل تشير إلى تنقص السرعة (أو زيادة) في الإطار المرجعي لمراقب يسافر موازيا (أو موازلا له) إلى الضوء.
كان من المتوقع أن يكون هناك إطار مرجعي واحد مطلق، وهو الأثير اللامع، حيث تعقد معادلات ماكسويل غير معدلة في الشكل المعروف.
فشلت تجربة مايكلسون-مورلي في اكتشاف أي اختلاف في السرعة النسبية للضوء بسبب حركة الأرض بالنسبة إلى الأثير اللامع، مما يوحي بأن معادلات ماكسويل فعلتها في الواقع في جميع الأطر. في عام 1875، اكتشف هندريك لورنتز (1853-1928) تحولات لورنتز، التي تركت معادلات ماكسويل بدون تغيير، مما سمح بتفسير نتيجة ميتشيلسون ومورلي السلبية. أشار هنري بوانكاريه (1854-1912) إلى أهمية تحول لورنتز وشعبته. على وجه الخصوص، يمكن العثور على وصف سيارة السكك الحديدية في العلوم والفرضية،  الذي تم نشره قبل مقالات أينشتاين في عام 1905.
توقع تحوّل لورنتس تقلص الفضاء وتمدد الوقت؛ حتى عام 1905، تم تفسير الأول على أنه تقلص فيزيائي للأجسام المتحركة فيما يتعلق بالأثير، وذلك بسبب تعديل القوى بين الجزيئية (ذات الطبيعة الكهربائية)، في حين كان يعتقد أن هذه الأخيرة مجرد شرط رياضي. [بحاجة لمصدر]

### فيزياء آينشتاين: الزمكان
تحدى النسبية الخاصة لألبرت آينشتاين عام 1905 فكرة الوقت المطلق، وكان يمكنها فقط صياغة تعريف التزامن للساعات التي تمثل تدفقًا خطيًا للوقت:

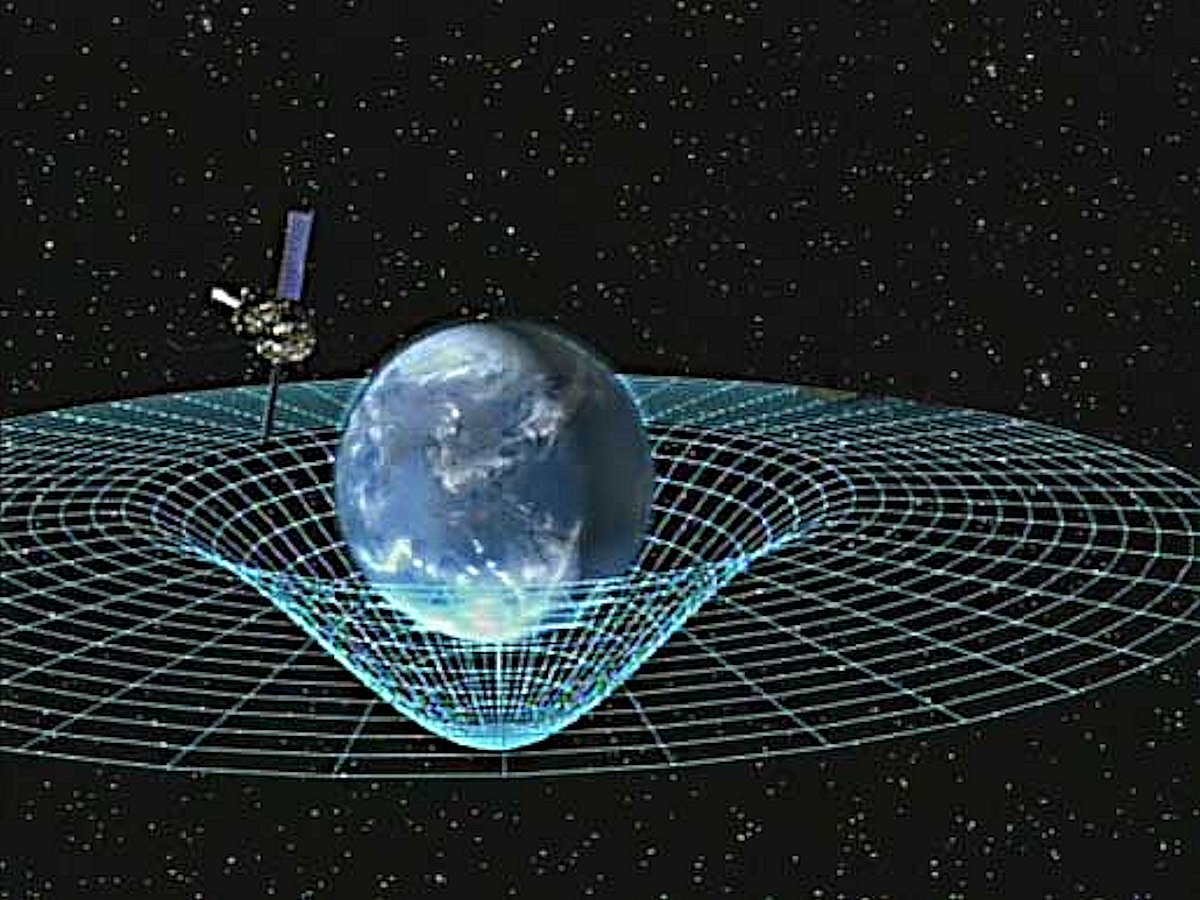
انحناء الزمكان ممثلا في بعدين.المادة تغير شكل الزمكان ويفسر هذا الانحناء الجاذبية، هنا نرى أحد الأقمار الصناعية يدور في مجال جاذبية الأرض. بالمثل تدور الأرض حول الشمس في مجال جاذبيتها الكبير (غير ممثل هنا).

إذا كانت هناك ساعة على النقطة A للفضاء، يمكن للمراقب في A تحديد القيم الزمنية للأحداث في الموقع القريب لـ A من خلال إيجاد مواقع الأيدي المتزامنة مع هذه الأحداث. إذا كان هناك عند النقطة B للفضاء ساعة أخرى من جميع النواحي تشبه الواحد في A، فمن الممكن لمراقب عند B تحديد القيم الزمنية للأحداث في الحي المباشر لـ B.
ولكن من غير الممكن دون مقارنة إضافية، مقارنة الوقت، بحدث في A مع حدث في B. لقد حددنا حتى الآن فقط «A الزمن» و «B الزمن».
لم نقم بتحديد «وقت» شائع لـ A و B، لأنه لا يمكن تعريف هذا الأخير على الإطلاق ما لم نقرر بحكم التعريف أن «الوقت» المطلوب من الضوء للتنقل من A إلى B يساوي «الوقت» الذي يتطلبه السفر من B إلى A. دع بصيص من الضوء يبدأ من «A الزمن» tA من A باتجاه B، اتركه عند «B الزمن» tB ينعكس على B في اتجاه A، وأصل مرة أخرى عند A في «الوقت»t′A.
نحن نفترض أن هذا التعريف من التزامن خالٍ من التناقضات، ومن الممكن لأي عدد من النقاط ؛ وأن العلاقات التالية صالحة عالميًا: -
إذا كانت الساعة في B تتم مزامنتها مع الساعة على A، فإن الساعة في A تتزامن مع الساعة في B.
إذا كانت الساعة في A تتزامن مع الساعة في B وكذلك مع الساعة على C، فإن الساعة في B و C تتزامن أيضًا مع بعضها البعض.
- ألبرت أينشتاين، «في الديناميكا الكهربائية للهيئات المتحركة» 
أظهر أينشتاين أنه إذا لم تتغير سرعة الضوء بين الإطارات المرجعية، يجب أن يكون المكان والزمان بحيث يقوم المراقب المتحرك بقياس سرعة الضوء نفسها كالسرعة الثابتة لأن السرعة محددة بالمكان والوقت.

## أنظمة ديناميكية
يمكن للمرء أن يقول أن الوقت هو معلمة لنظام ديناميكي يسمح بتوضيح وتشكيل هندسة النظام. وقد تم التأكيد على أن الوقت هو نتيجة ضمنية للفوضى (أي عدم الخطية / اللارجعية): الوقت المميز، أو معدل إنتاج الإنتروبيا المعلوماتية، للنظام. يقدم ماندلبروت وقتًا جوهريًا في كتابه ملتيفراكتلز والضوضاء الوردية.

## إرسال الإشارات
الإشارات هي تطبيق واحد من الموجات الكهرومغناطيسية كما هو موضح أعلاه. بشكل عام، تعتبر الإشارة جزءًا من التواصل بين الأطراف والأماكن. قد يكون أحد الأمثلة شريطًا أصفر مربوطًا بشجرة أو رنين جرس الكنيسة. يمكن أن تكون الإشارة جزءًا من محادثة تتضمن بروتوكولًا. قد تكون إشارة أخرى موقف ساعة اليد على ساعة المدينة أو محطة السكك الحديدية. قد يرغب أحد الأطراف المهتمة بمشاهدة تلك الساعة، لمعرفة الوقت. انظر: الكرة الزمنية، وهي شكل مبكر لإشارة التوقيت.

تطور خط عالمي من جسيم ضخم متسارع. يقتصر هذا الخط العالمي على المقاطع الأعلى والأسفل في الوقت المناسب من هذا الرقم الزماني ؛ لا يمكن لهذا الخط العالمي عبور قمة (المستقبل) أو مخروط ضوء القاع (الماضي). الأجزاء اليسرى واليمنى (التي هي خارج مخاريط الضوء) هي زمكان.

لا يزال بإمكاننا كمراقبين إبراز أحزاب وأماكن مختلفة طالما أننا نعيش داخل مخروطهم الناري الماضي. لكننا لا نستطيع تلقي إشارات من تلك الأحزاب والأماكن خارج مخروطنا المضيء الماضي.
جنبا إلى جنب مع صياغة معادلات الموجات الكهرومغناطيسية، يمكن تأسيس مجال الاتصالات السلكية واللاسلكية. في القرن التاسع عشر ، يمكن للدارات الكهربائية ، وبعض الدوائر القارسة والمحيطات، أن تنقل الرموز - النقاط البسيطة والشرطات والمساحات. من هذا، ظهرت سلسلة من القضايا التقنية. انظر الفئة: التزامن. ولكن من الأسلم أن نقول أن أنظمة الإشارات الخاصة بنا يمكن أن تكون متزامنة تقريبًا، وهي حالة متزامنة، يجب التخلص منها.
ومع ذلك، يمكن مزامنة الأنظمة (عند تقريب هندسي)، باستخدام تقنيات مثل نظام تحديد المواقع العالمي. يجب أن تراعي الأقمار الصناعية لنظام نظام التموضع العالمي آثار الجاذبية وعوامل نسبية أخرى في دوائرها.

## تقنية لمعايير ضبط الوقت
معيار التوقيت الأساسي في الولايات المتحدة هو NIST-F1 (هي ساعة نافورة السيزيوم، وهو نوع من الساعة الذرية، في المعهد الوطني للمعايير والتكنولوجيا، وهو عبارة عن نافورة Cs مبردة بالليزر،  وهي أحدث سلسلة من معايير الوقت والتردد، من الساعة الذرية المستندة إلى الأمونيا (1949) إلى NBS المستندة إلى السيزيوم. -1 (1952) to NIST-7 (1993). انخفض عدم اليقين على مدار الساعة من 10,000 نانوثانية في اليوم إلى 0.5 نانوثانية في اليوم خلال 5 عقود. في عام 2001، كان عدم اليقين على مدار الساعة بالنسبة لـ NIST-F1 هو 0.1 نانوثانية في اليوم. تطوير معايير التردد بشكل متزايد يجري على قدم وساق.
في هذا الوقت ومعيار التردد ، يتم تبريد مجموعة من ذرات السيزيوم بالليزر لدرجات حرارة واحدة من أوامر من حجم (درجة الحرارة). تجمع الذرات كرة على شكل ستة أشعة ليزر، اثنتان لكل بُعد مكاني، عمودي (أعلى / أسفل)، أفقي (يسار / يمين)، ذهابا وإيابا. تدفع أشعة الليزر العمودية كرة السيزيوم من خلال تجويف الميكروويف. عند تبريد الكرة، يبرد عنصر السيزيوم إلى حالته الأرضية ويطلق الضوء بتردده الطبيعي، كما هو مذكور في تعريف الثاني أعلاه. يتم احتساب أحد عشر آثار فيزيائية في الانبعاثات من عناصر السيزيوم، والتي يتم التحكم فيها في وقت لاحق في ساعة NIST-F1. يتم الإبلاغ عن هذه النتائج إلى المكتب الدولي للأوزان والمقاييس.
بالإضافة إلى ذلك، تم الإبلاغ أيضًا عن ميدر هيدروجين مرجعي إلى المكتب الدولي للأوزان والمقاييس كمعيار تردد لـ TAI (الوقت الذري الدولي).
ويشرف على قياس الوقت التي كتبها BIPM (المكتب الدولي للأوزان والمقاييس)، وتقع في سيفر، فرنسا، والتي تضمن توحيد القياسات والتتبع لنظام الدولي للوحدات (SI) في جميع أنحاء العالم. تعمل BIPM تحت سلطة اتفاقية المتر، وهي معاهدة دبلوماسية بين واحد وخمسين دولة، والدول الأعضاء في الاتفاقية، من خلال سلسلة من اللجان الاستشارية، التي يعد أعضاؤها المختبرات الوطنية المعنية بالمترولوجيا.

## الزمن في علم الكونيات
معادلات النسبية العامة تتنبأ بكون غير ثابت. ومع ذلك، لم يقبل آينشتاين إلا كونًا ثابتًا، وعدل معادلة آينشتاين للحقل ليعكس ذلك بإضافة الثابت الكوني، والذي وصفه لاحقًا بأنه أكبر خطأ في حياته. لكن في عام 1927، جادل جورج لومتر (1894-1966)، على أساس النسبية العامة، أن الكون نشأ في انفجار بدائي.
إذا كان الكون يتوسع، فيجب أن يكون أصغر بكثير وبالتالي أكثر حرارة وكثافة في الماضي. افترض جورج جاموف (1904-1968) أن وفرة العناصر في الجدول الدوري للعناصر، يمكن أن تكون مسؤولة عن التفاعلات النووية في عالم كثيف الحرارة. كان المتنازع عليها من قبل فريد هويل (1915-2001)، الذي اخترع مصطلح "Big Bang" لتهميشه. وقد أشار فيرمي وآخرون إلى أن هذه العملية كانت ستتوقف بعد أن تم إنشاء العناصر الخفيفة فقط، وبالتالي لم يفسر وفرة العناصر الثقيلة.

تقلبات مسبار ويلكينسون لإشعاع الخلفية الكونية الميكروي.

كان توقع جورج جاموف هو 5 - 10 درجة حرارة إشعاع الجسم الأسود كلفن للكون، بعد أن تبرد خلال التوسع. وقد تم تأكيد ذلك من قبل بينزياس وويلسون في عام 1965. وصلت التجارب اللاحقة إلى درجة حرارة كلفن 2.7، المقابلة لعمر الكون من 13.8 مليار سنة بعد الانفجار الكبير.
أثارت هذه النتيجة المثيرة قضايا: ما حدث بين تفرد «الانفجار العظيم» و «وقت بلانك»، الذي كان ، في النهاية، أصغر وقت يمكن ملاحظته. عندما يكون الوقت قد انفصل عن الرغوة الزمانية ؛ لا توجد سوى تلميحات مبنية على تناظرات مكسورة (انظر كسر التماثل العفوي، التسلسل الزمني للانفجار الكبير، والمقالات الموجودة في الفئة: علم الكونيات الفيزيائية).
أعطتنا النسبية العامة مفهومنا الحديث للكون المتسع الذي بدأ في الانفجار العظيم. باستخدام النسبية والنظرية الكوانتية، تمكنا من إعادة بناء تاريخ الكون تقريبًا. في عصرنا، حيث يمكن أن تنتشر الموجات الكهرومغناطيسية دون أن تزعجها الموصلات أو الرسوم، يمكننا رؤية النجوم، على مسافات بعيدة منا، في سماء الليل. (قبل هذه الحقبة، كان هناك وقت، بعد 300,000 سنة من الانفجار العظيم، الذي لم يكن خلاله ضوء النجوم مرئيًا).

## التكرارية
تكرار إيليا بريغوجين هو «الوقت تسبق الوجود». على النقيض من وجهات نظر نيوتن، وأينشتاين، وفيزياء الكم، التي تقدم رؤية متناسقة للوقت (كما نوقش أعلاه)، يشير إيليا بريغوجين إلى أن الفيزياء الإحصائية والديناميكا الحرارية يمكن أن تفسر الظواهر التي لا يمكن عكسها،  وكذلك سهم الزمن والانفجار العظيم.